# 台鐵DR2500型柴油車
DR2500型柴油車是一款屬於臺灣鐵路管理局的柴油客車，本條目同時介紹衍生型DR2600型、DR2650型柴油車。

## 概要
1950年代，臺灣鐵路管理局（臺鐵）主要設備為繼承台灣總督府交通局鐵道部所有，仍以蒸汽機車牽引列車為主。為了改善營運速度，1954年開始將原有的汽油客車更新成柴油客車的DR2300、2400型，於台北到彰化區間以柴油飛快車的名義開始營運（最高時速為90公里），評價良好，因此臺鐵引進DR2500型柴油車。
DR2500型由東急車輛製造承造，1955年至1956年，一共生產了八輛，一輛由東急組裝後進口，其餘七輛由台北機廠自行組裝。車體與同時期製造的日本國鐵Kiha10系柴油車為基礎，特徵為窗戶採用了巴士窗，但取消了司機員專用上下車門。車內採用固定式斜椅，共72個座位。引擎採用輸出馬力300HP的固敏式製NHRBS-600，變速機採用美國雙盤公司製DFF-10034，並搭配東急生產的TS-304轉向架，最高時速可達到105km/h。
1956年2月1日飛快車開始營運，台北到台中以及台北到高雄分別只需2小時25分以及5小時30分，大幅度縮短所需時間，受到旅客的歡迎，為此台鐵在1957年再度向東急車輛製造引進DR2600、DR2650型。
DR2600型基本設計與DR2500型相同，特徵是前後兩端皆設有駕駛座，而台鐵組裝時只裝了一組駕駛設備，一共生產了十輛，而不含引擎的DR2650型無動力拖車一共生產四輛，根據臺北機廠內燃客車史記載，DR2650型無動力拖車具備前後動力車動力訊號傳遞的聯控跳線系統，為台鐵最初的柴聯車。
合計22輛的DR2500以及DR2600型，繼續運用在飛快車上。到了1965年車輛進行更新，將座椅更換為迴轉式斜椅並更新窗戶。隨著1961年開始營運的觀光號以及在1966年開始營運的光華號後，速度較慢與設備老舊的DR2500型降等成為西部幹線以及北迴線的柴油快車。到了1983年至1985年將大部分的車輛報廢，最後剩下來的車輛在1989年時全面報廢，僅保留一輛拖車。

## 保存車輛

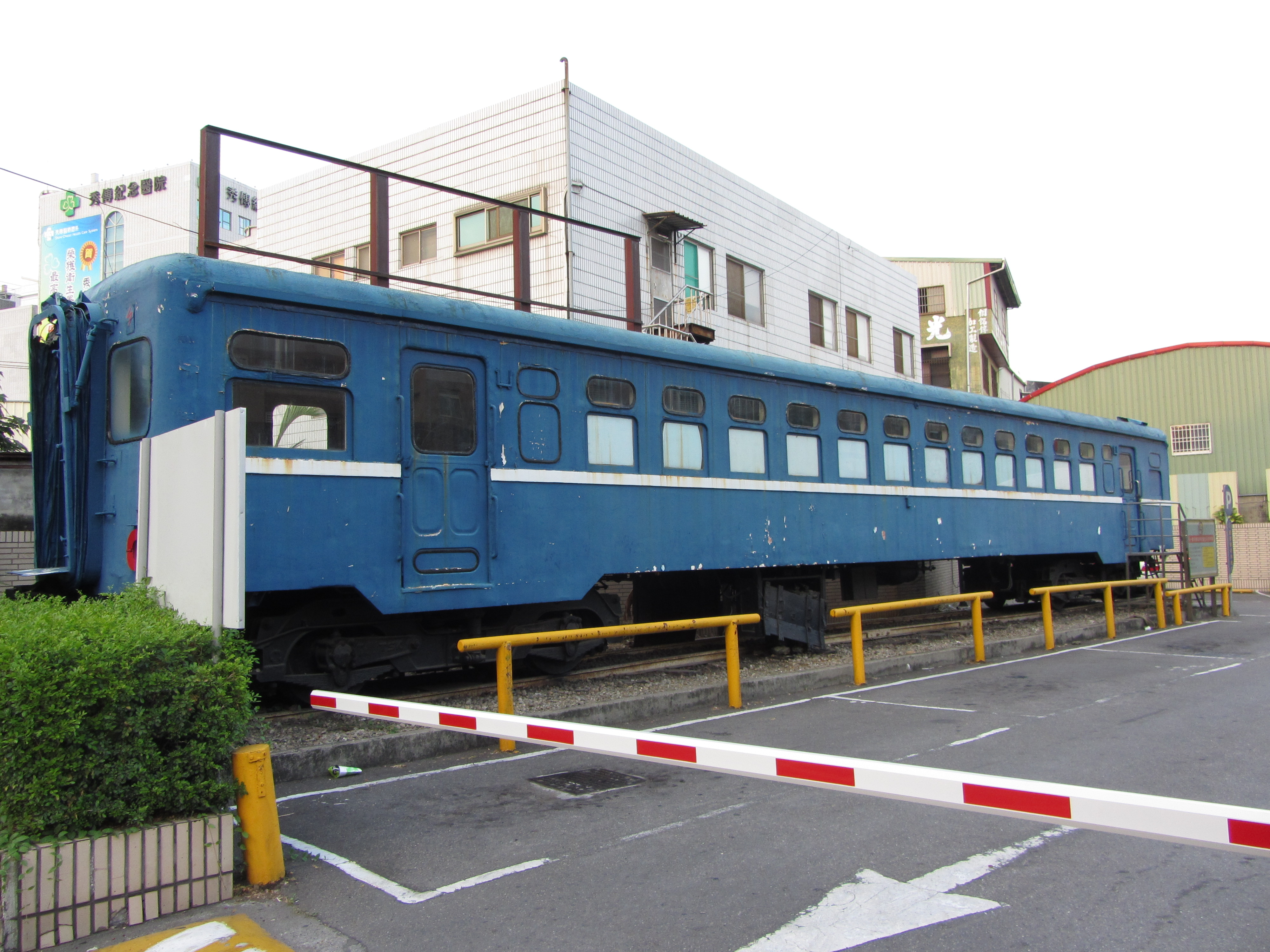
彰化市中山路麥當勞的DR2652拖車

- DR2652：是在飛快車退役後唯一被保存沒有解體的車廂，原先在彰化市麥當勞餐廳當作生日歡樂餐車使用[4][5]，而因為店家租約到期準備遷移的緣故，由丐幫滷味董事長王能宏買下DR2652拖車車廂[6]，到了2012年6月25日捐贈給台鐵，並且將車廂運回台北機廠進行整修，因車廂尚未維修完成，隨台北機廠遷移至富岡基地[7][8]。

## 外部連結
- 鐵道博物館網-車輛懷舊-客運列車
- 時報悅讀網：鐵道博物館--飛快車（页面存档备份，存于）
- 1954.8／柴油飛快車試車 頁面存檔備份，存於archive.is